# MPEG-21
MPEG-21 è uno standard in sviluppo del Moving Picture Experts Group nato per definire un framework per le applicazioni multimediali. ISO 21000.
È un progetto ancora nei primi stadi di vita, ricerca l'espansione e l'unificazione dei componenti dell'MPEG-4 e
dell'MPEG-7 all'interno di un singolo framework che copra tutti gli aspetti.
Lo standard Mpeg-21 comprende una protezione digitale del diritto d'autore, dei sistemi di pagamento,
verifica e valutazione di qualità.

## Le parti di MPEG-21
1. Visione, tecnologia e strategia
2. Dichiarazione del bene digitale
3. Identificazione del bene digitale
4. Protezione e gestione della proprietà intellettuale - IPMP (Intellectual Property Management and Protection)
5. Linguaggio di espressione dei diritti - REL (Rights Expression Language)
6. Dizionario dei dati sui diritti - RDD (Rights Data Dictionary)
7. Adattamento del bene digitale
8. Applicazione di riferimento
9. Formato del file